# Грей, Джордж, баронет
Джордж Грей, 2-й баронет (англ. George Grey, 2nd Baronet; 11 мая 1799, Гибралтар — 25 октября 1882) — британский политический деятель, виг и потомок знатного дома Греев. Он занимал министерские посты при четырёх премьер-министрах: лорде Мельбурне, лорде Джоне Расселе, лорде Абердине и лорде Пальмерстоне, в частности, трижды занимал пост министра внутренних дел в течение 13 лет.

## Происхождение и образование
Грей был старшим сыном сэра Джорджа Грея, 1-го баронета, который сам был третьим сыном Чарльза Грея, 1-го графа Грея, и младшим братом премьер-министра Чарльза Грея, 2-го графа Грея. Его матерью была Мэри Уитбред, дочь Сэмюэля Уитбреда, английского пивовара и члена парламента. Он родился в Гибралтаре, где его отец был задействован в составе его военно-морского командования.
Грей получил частное образование и в Ориел-колледже в Оксфорде. Первоначально намереваясь стать священником, он вместо этого выбрал юриспруденцию в качестве своей профессии и был принят в коллегию адвокатов в 1826 году. Он начал успешную юридическую практику, прежде чем заняться политикой.